# Typ 73
Typ 73 (jap. 73式装甲車, nana-san-shiki-soukou-sya)  – japoński transporter opancerzony.

## Historia konstrukcji
W latach 60. XX wieku na uzbrojenie Japońskich Sił Samoobrony wszedł transporter opancerzony SU 60. Okazał się on konstrukcją niezbyt udaną i dlatego w 1967 roku rozpoczęto prace nad jego następcą. Prace badawczo-rozwojowe przeciągnęły się do 1973 roku, kiedy do jednostek dostarczono pierwsze wozy. Typ 73 był produkowany do 1987 roku. Ostatecznie wyprodukowano tylko 225 transporterów tego typu których jedynym użytkownikiem jest armia japońska. W latach 90. rozpoczęto proces zastępowania transporterów Typ 73 bojowym wozem piechoty Typ 89, jednak wyprodukowano tylko 68 egzemplarzy z około 300 planowanych co nie pozwoliło zastąpić nimi pojazdu Typ 73.

## Opis konstrukcji
Typ 73 to gąsienicowy transporter opancerzony. Cechą charakterystyczną pojazdu jest niespotykane obecnie umiejscowienie karabinu maszynowego 7,62 mm, który jest obsługiwany przez strzelca siedzącego obok kierowcy. Dodatkowo pojazd posiada zamontowany na dachu wielkokalibrowy karabin maszynowy Browning M2 kalibru 12,7 mm. Karabin M2 umiejscowiony jest tuż obok kopuły dowódcy. Większość przewożonych żołnierzy ma dostęp do otworów strzeleckich do prowadzenia ostrzału z broni osobistej z wnętrza pojazdu. Pojazd wyposażony jest w jest pasywny sprzęt noktowizyjny oraz system ochrony przed bronią masowego rażenia.